# Podocarpus latifolius

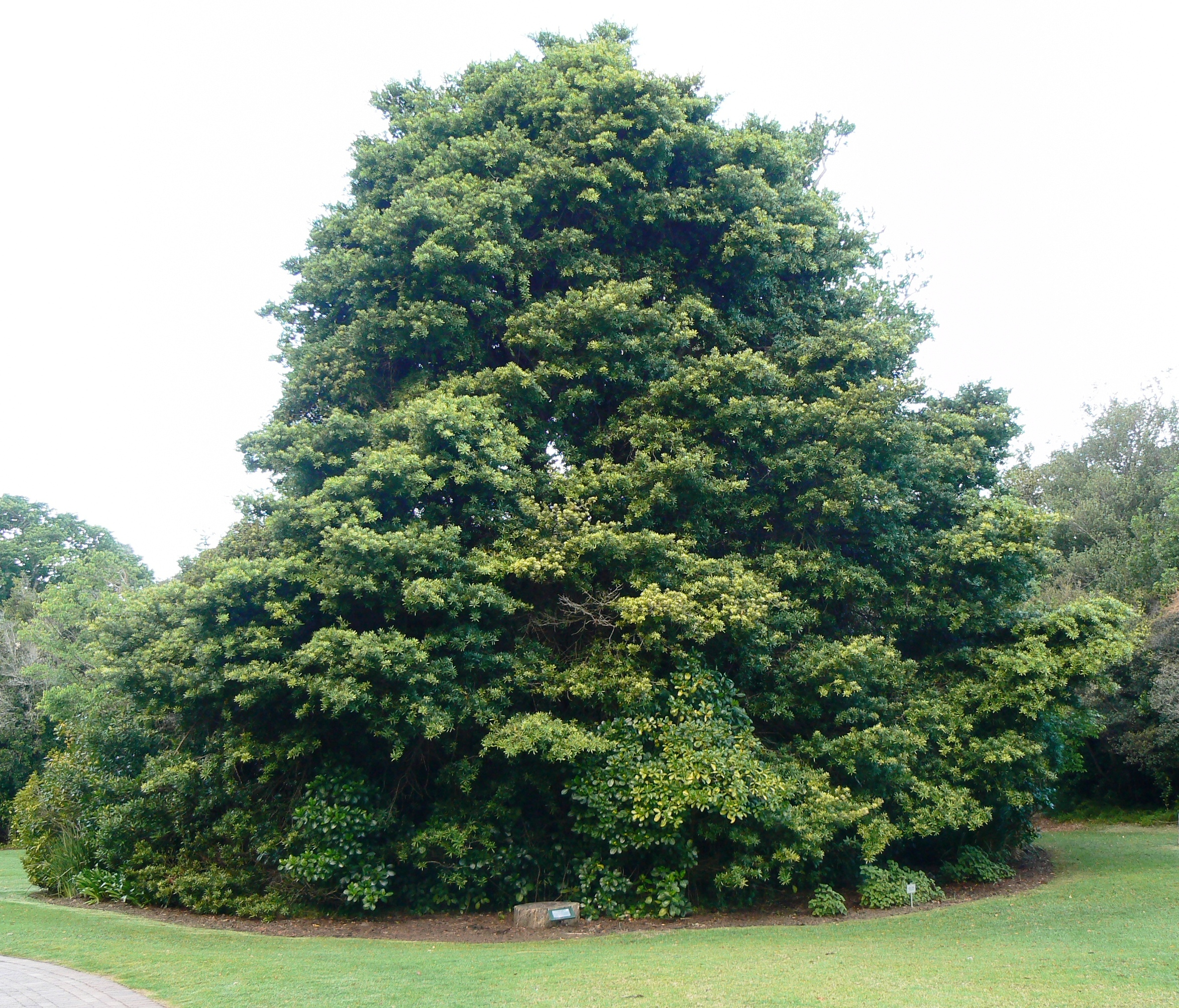
Vista del árbol

Podocarpus latifolius, Palo amarillo de hojas anchas (Broad-leaved Yellowwood) o Palo amarillo real (Real Yellowwood) es un árbol perennifolio grande de hasta 35 m de alto y 3 m de diámetro en el tronco, en la familia Podocarpaceae de las coníferas; es la especie tipo del género Podocarpus. 

## Distribución y hábitat
Es nativo de las partes húmedas del sur y este de Sudáfrica, de las áreas costeras de la Provincia Occidental del Cabo al este hasta KwaZulu-Natal y al norte hasta la Provincia de Limpopo. El palo amarillo real ha sido declarado el árbol nacional de Sudáfrica. 

## Descripción
Las hojas tienen forma de tiras, 25–40 mm de largo en los árboles maduros, son más grandes, hasta 100 mm de largo, en los árboles jóvenes vigorosos, y 6–12 mm de ancho, con el extremo despuntado. Los conos se parecen a bayas, con una (raramente dos) 7–11 mm semillas apicales en un 8–14 mm y un arilo rosa púrpura, el cual es comestible y dulce. Los conos masculinos (de polen) miden 10–30 mm de largo.
Es un árbol de crecimiento lento. La madera es dura, similar a la del tejo, usada para mueblería, revestimientos, etc. Debido a la sobreexplotación del pasado, ahora se tala poco.

## Taxonomía
Podocarpus latifolius fue descrita por (Thunb.) R.Br. ex Mirb. y publicado en Mémoires du Muséum d'Histoire Naturelle 13: 75. 1825.
Sinonimia
- Nageia latifolia (Thunb.) Kuntze
- Nageia thunbergii (Hook.) F.Muell.
- Podocarpus latior (Pilg.) Gaussen
- Podocarpus nobilis Endl.
- Podocarpus pinnata Gordon
- Podocarpus thunbergii Hook.
- Taxus latifolia Thunb.
- Taxus latifolius Thunb.[2][3]